# هراچیا کشیشیان
هراچیا کشیشیان (ارمنی: Հրաչյա Քեշիշյան؛ زادهٔ ۱۵ اوت ۱۹۷۰) یک کارگردان و تهیه‌کننده اهل ارمنستان است.
هراچیا کشیشان از دانشکده رادیوفیزیک دانشگاه دولتی ایروان فارغ‌التحصیل شده است. وی بین سال‌های ۱۹۹۰ تا ۱۹۹۳ در کمیته رادیو و تلویزیون ملی به عنوان کارگردان فعالیت می‌نمود. کشیشیان در سال ۲۰۱۰ مشاور ارشد رئیس سازمان رادیو و تلویزیون ملی ارمنستان بود. وی در سال ۲۰۱۱ رئیس شبکه تلویزیونی «ATV» بود و در سال ۲۰۱۲ رئیس و تهیه‌کننده ارشد شبکه «Armenia TV» بود.

## فیلم‌شناسی
| سال  | عنوان (نوع)                             | کارگردان | تهیه‌کننده |
| ---- | --------------------------------------- | -------- | --------- |
| ۱۹۹۴ | «All Rivers Flow» (فیلم مستند)          | آری      |           |
| ۱۹۹۵ | «INSURGENTS» (فیلم مستند)               | آری      |           |
| ۱۹۹۶ | «The Sketches» (فیلم مستند – ۱۰ اپیزود) | آری      |           |
| ۱۹۹۸ | «Do not be sad» (فیلم کوتاه موزیکال)    | آری      |           |
| ۲۰۰۷ | Nothing Will Stay                       |          | آری       |
| ۲۰۰۸ | Nothing Will Stay                       | آری      |           |
| ۲۰۰۸ | Don’t Be Afraid                         |          | آری       |
| ۲۰۰۹ | Taxi Eli Lava                           |          |           |
| ۲۰۰۹ | The Killed Pigeon                       | آری      | آری       |
| ۲۰۰۹ | Three Friends                           | آری      | آری       |
| ۲۰۱۰ | The Cross Thief's Memoir                | آری      | آری       |
| ۲۰۱۳ | Garegin Nzhdeh                          | آری      | آری       |
| ۲۰۱۳ | Thank You, Dad                          | آری      |           |
| ۲۰۱۴ | The House of the Heart                  | آری      | آری       |
| ۲۰۱۴ | The project «Golden Eye»                | آری      | آری       |

## جوایز
- جشنواره فیلم انار[۱] (۲۰۱۴)
- پنجره‌ای به اروپا[۲] (۲۰۱۴)
- جوایز موسیقی[۳] (۲۰۰۷ , ۱۹۹۹)
- AMWA (۲۰۰۵)
- جوایز موسیقی ملی ارمنستان][۴] (۲۰۰۷، ۲۰۰۵)
- مدال موسس خورناتسی (۲۰۱۱)
- چهره فرهنگی شایسته جمهوری ارمنستان